# 唐楽
唐楽（とうがく）は雅楽の一種で、中国から日本に伝来した唐代の音楽、あるいは、9世紀以降の左右両部制による左方唐楽を指すものである。
雅楽の中で最も有名なジャンルであることから、現代では一般的に雅楽というと、この唐楽のイメージが強いが、雅楽には他にも高麗楽や催馬楽、朗詠、東遊など様々なジャンルがある。

## 概要
「唐楽」が初めて日本で演奏されたのは、大宝2年（702年）の大極殿に群臣を集めて五常楽・太平楽を奏したことであり、それからも、遣唐使などによって招来されている。
中国の宗廟の音楽の雅楽ではなく、宮廷の燕饗楽が中心で、横笛・合笙・簫・篳篥・尺八・箜篌・箏・琵琶・方響・鼓などを用いた。演奏の規模も大きく、ゆるやかなテンポで優美に演奏され、旋律・装束ともに華麗であった。舞楽では弦楽器を用いず、管楽器および打楽器により、明確な拍節で、比較的早いテンポで演奏されている。
職員令17によると、楽師は12人だが、『令集解』に引用されている雅楽大属尾張浄足説によると、合笙師・搊箏師・横笛師・鼓師・歌師・方磬師・篳篥師・尺八師・芎篌師・儛師の計10人から構成されている。大同4年3月の格ではさらに簫師・琵琶師各1名ずつが追加されている。
『続日本紀』によると、天平3年（731年）6月に「雅楽寮の雑楽生の員を定む」とあり、これにより楽生の数が決められている。それによると、大唐楽は39人の大楽団であるが、養老令ではより多い60人となっている。その内訳は嘉祥元年（848年）9月の格では、歌生4人・横笛生4人・尺八生3人・簫生2人・篳篥生4人・合笙笙4人・箜篌笙3人・琵琶笙3人・箏生3人・方響生3人・鼓生14人・儛生12人としている。同年、これを（人数変更のあったもののみをあげると）歌生を2人、尺八生を2人、簫生を1人、箜篌笙を2人、琵琶笙を2人・箏生を2人・方響生を2人・鼓生を4人・儛生を6人の合計36人に減らしている。
孝謙天皇は、天平勝宝元年（749年）12月に、聖武太上天皇・光明皇太后および百官・諸氏とともに東大寺へ行幸し、僧侶5,000人を請じ、礼仏読経させ、唐楽と渤海の楽・呉の楽・五節の田舞・久米舞を上演させている。天平宝字7年（763年）1月、渤海使の饗応の際にも、唐楽は吐羅楽・林邑楽、そのほか東国・隼人の楽とともに演奏されており、その折に朝廷は安史の乱での唐朝に対する史朝義の優勢と、それにより唐への朝貢が難しい状態であることを聞かされている。
平安時代以降の楽制改変により、楽器の編成や音楽理論，演奏様式などが統一され、朝鮮三国の楽と渤海楽を高麗楽として統合し、唐楽は林邑楽などとともに唐楽に整理されている。番舞という制度ができ、唐楽と高麗楽を並べて観賞するようになると、唐楽は左舞、高麗楽は右舞と呼ばれるようになった。
唐楽は曲数も多く、110曲あまりが知られており、現行の唐楽だけでも70数曲にのぼり、その演奏様式から、
1. 管弦専用の曲
2. 舞楽専用の曲
3. 管弦・舞楽の両方の曲

に三分される。音階は6種（壱越 (いちこつ) 調・平調 (ひょうぢょう)・双調 (そうぢょう)・黄鐘 (おうしき) 調・盤渉 (ばんしき) 調・太食 (たいしき) 調）に区分され、序拍子・早四拍子・早八拍子・延四拍子・延八拍子・早只四拍子・夜多羅八拍子のいずれかのリズムで構成されている。